# HD 91272
HD 91272，又名CP-66 1291，SAO 250989、HR 4129，是一颗恒星，视星等为6.19，位于銀經289.74，銀緯-7.8，其B1900.0坐标为赤經10h 27m 2.4s，赤緯-66° -7.8′ 17″。